# Polizia (Slovenia)
La Polizia nazionale della Slovenia (in sloveno: Policija) è un corpo armato di natura civile, dipendente dal Ministero dell'Interno e composto da 8 comandi regionali con sedi a Celje, Capodistria, Kranj, Lubiana, Maribor, Murska Sobota, Nova Gorica e Novo Mesto. I comandi di Krško, Postumia e Slovenj Gradec sono stati soppressi nel 2011.
Nasce nel 1991 ed è preposta alla tutela dell'intero territorio nazionale. Mantiene una serie di partenariati internazionali con forze di polizia straniere, incluso l'FBI, partecipa anche alle forze multinazionali presenti in Albania e Kosovo. Il 24 marzo 1992 la Polizia nazionale slovena venne ammessa all'OCSE.

## Organizzazione
La Policija opera a tre livelli: locale, regionale e nazionale, con sede a Lubiana. La Slovenia è divisa in otto dipartimenti, controllati da 111 stazioni di polizia, tutte sotto la giurisdizione del Direttore Generale della Polizia. Oltre a questa Polizia, la Slovenia dispone dell'Unità Speciale di Polizia (Specialna Enota Policije), impiegata nella lotta al terrorismo e in altre situazioni troppo pericolose per le altre unità di polizia. Il numero degli agenti in servizio nel 2017 era 8.204.
Oltre alla polizia generale, sono operativi i seguenti reparti:
- Polizia stradale
- Polizia di frontiera
- Polizia marittima
- Polizia aeroportuale
- Polizia di cavalleria
- Guida per cani di servizio

## Equipaggiamento

### Armi

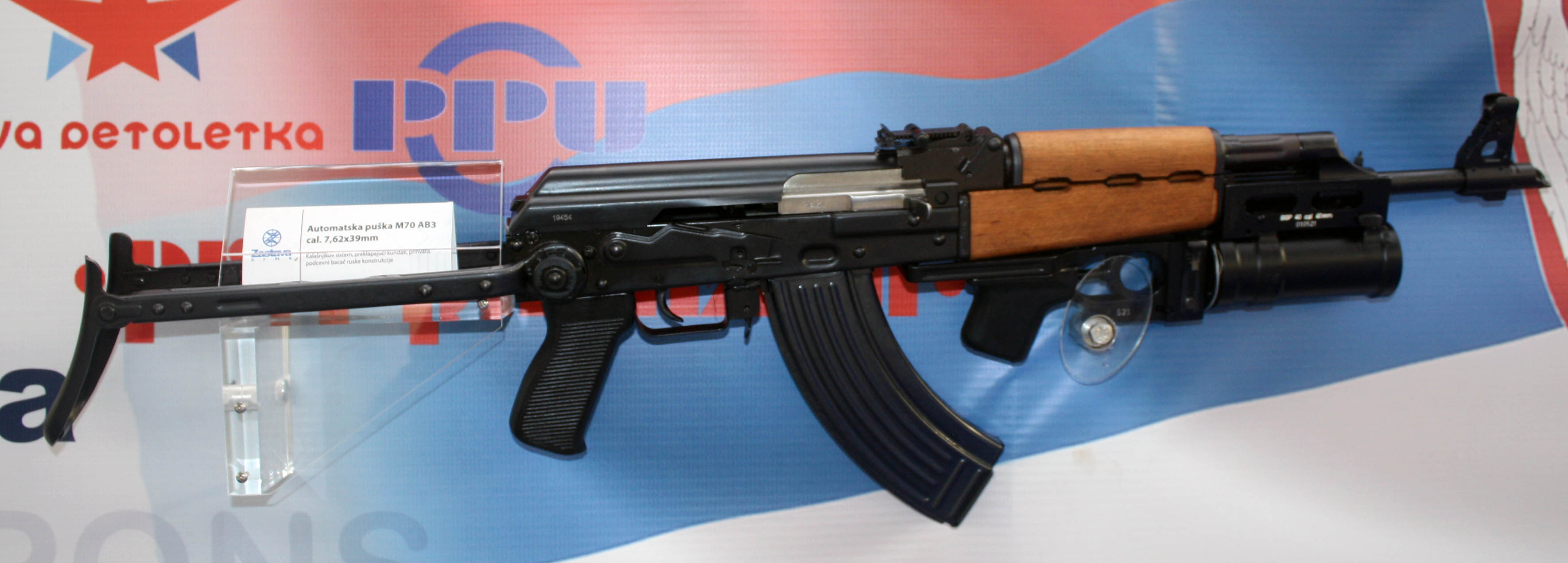
Una Zastava M70

- Beretta 92
- Beretta 8000
- SIG Sauer P226
- Glock 19
- Heckler & Koch MP5
- Heckler & Koch G36
- Zastava M70

### Automobili

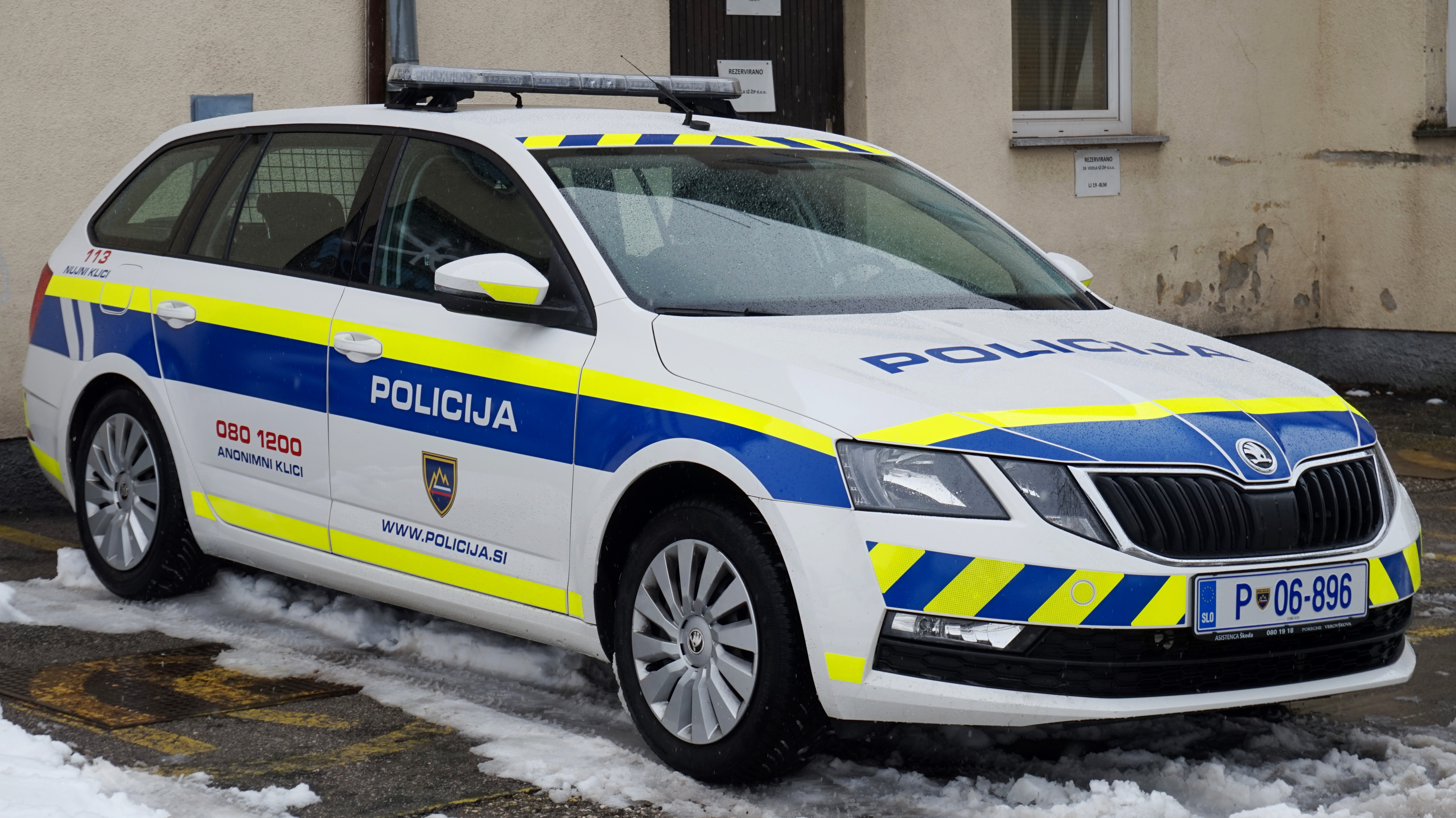
Una Škoda Octavia in dotazione alla Polizia slovena

- Citroën Jumper
- BMW serie 5
- Ford Focus
- KIA Ceed
- Opel Astra
- Renault Mégane
- Renault Master
- Škoda Octavia
- Škoda Octavia RS
- Škoda Superb
- Volkswagen Golf
- Volkswagen Touareg
- Volkswagen Transporter

### Motovedette

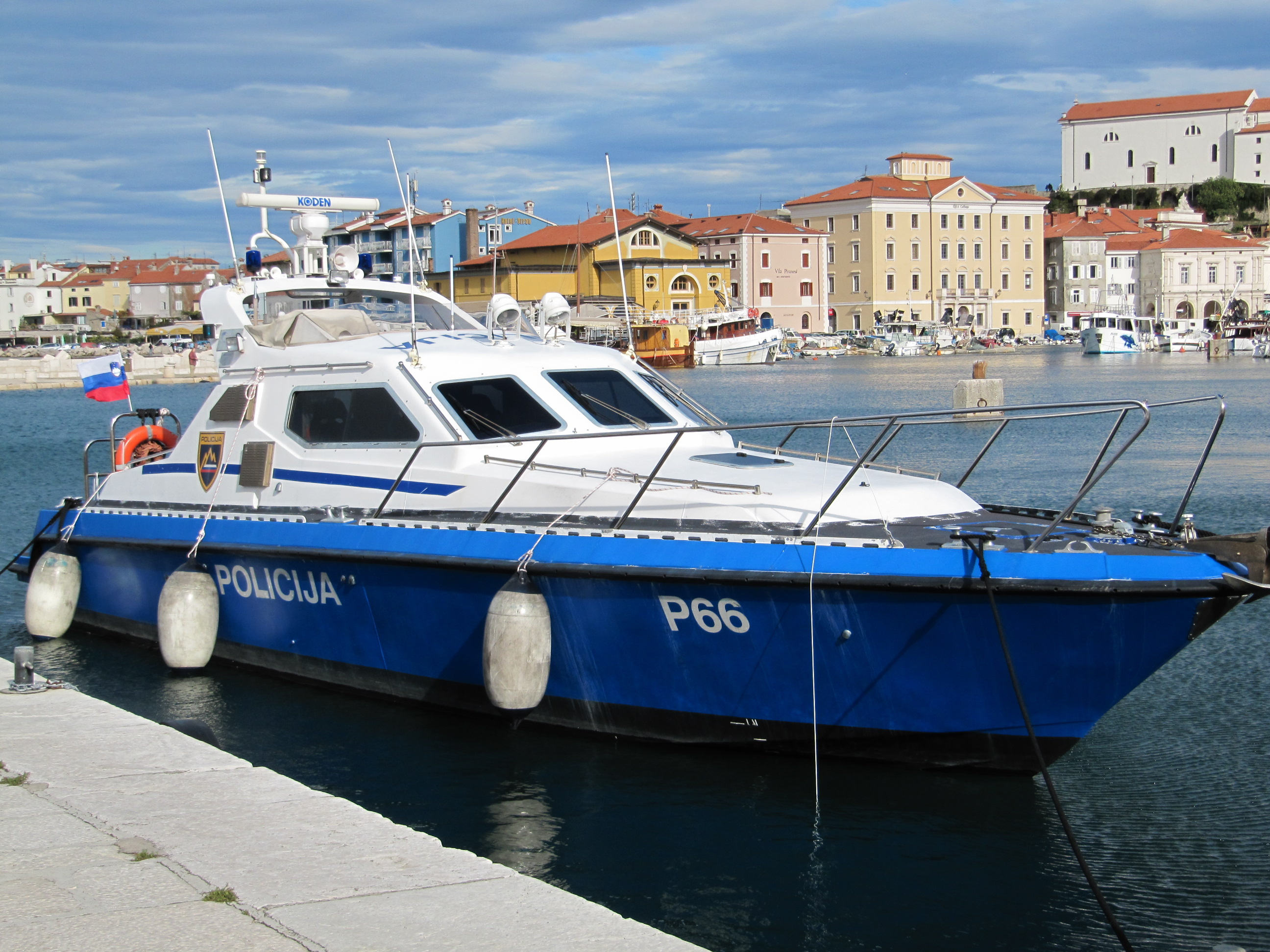
Una motovedetta P-66 ormeggiata a Pirano

- P-66
- P-88
- P-89
- P-111
- P-08
- P-16

### Elicotteri
- Bell 206
- Bell 212
- Bell 412
- AgustaWestland AW109
- AgustaWestland AW169
- Eurocopter EC 135

### Motociclette
- BMW R1150RT
- Honda Deauville
- Yamaha FJR1300